# Alan Macnaughton
Alan Aylesworth Macnaughton (30 juillet 1903 - 16 juillet 1999) est un avocat et homme politique fédéral du Québec.

## Biographie
Né à Napanee en Ontario, il fait une partie de ses études au Upper Canada College avant d'étudier à l'Université McGill où il étudia le droit. Devenu avocat, il pratiqua à Montréal et devient Procureur de la Couronne de 1933 à 1942.
Élu député du Parti libéral dans la circonscription de Mont-Royal en 1949, il est réélu en 1953, 1957, 1958, 1962 et en 1963.
Pendant sa carrière de député, il est Président de la Chambre des communes de 1963 à 1966. Il doit présider un parlement dans un cadre de gouvernement minoritaire et où des débats acrimonieux concernant l'adoption de l'Unifolié ou l'Affaire Musinger (en).
Pendant sa présidence, Macnaughton est le premier à utiliser son autorité pour clore une motion lors de l'adoption de l'Unifolié. Il décrète que l'Unifolié sera le nouveau drapeau du Canada et le Red Ensign canadien sera dorénavant utilisé comme symbole du Canada au sein du Commonwealth. 
Il ne se représente pas en 1965 et est remplacé par le futur premier ministre Pierre Elliott Trudeau.
En 1966 au Canada, Lester Pearson le nomme au Sénat dans la division sénatoriale de Saurel au Québec, poste qu'il occupe jusqu'en 1978. Il devient officier de l'Ordre du Canada en 1994.
En 1967, Fonds mondial pour la nature-Canada (WWF-Canada), la branche canadienne de l'organisation World Wide Fund for Nature (anciennement World Wildlife Fund).[Quoi ?]
Il est mort à l'âge de 95 ans.